# 理查德·哈丁·戴维斯
理查德·哈丁·戴维斯（英語：Richard Harding Davis，1864年4月18日—1916年4月11日），美国记者，小说和戏剧作家，曾采访报道过美西战争、第二次布尔战争、日俄战争和第一次世界大战。他的文章给予西奥多·罗斯福的政治生涯很大帮助，也促进了美国杂志的发展。

## 生平
戴维斯生于宾州费城。他的母亲丽贝卡·哈丁·戴维斯是当时很有名的作家，父亲勒缪尔·克拉克·戴维斯是记者和《费城公共分类簿》的编辑。1882年，戴维斯转入他舅舅担任教授的利哈伊大学就读。1884年，戴维斯出版了他的第一部短篇小说集《大一新生的冒险》1885年戴维斯转学到约翰·霍普金斯大学就读
1886-1889年戴维斯先后任《费城纪事报》和《费城新闻通讯》的记者，之后到《纽约太阳报》担任记者。戴维斯对1889年约翰斯顿洪灾的报道受人关注，之后更因其对社会争议问题如堕胎、自杀和审判的报道如威廉·凯姆勒为人瞩目。戴维斯后来担任哈泼斯周刊主管编辑，曾对第二次布尔战争进行报道。
1897年戴维斯发表了他的长篇小说《幸运的士兵》，取得成功曾在1914年和1919年被拍成电影。戴维斯自己还参演过1914年的版本

## 主要作品

### 新闻报道集
- 《透过车窗看西方》
- 《地中海的统治者》
- 《我们的英国亲戚》
- 《巴黎纪事》

### 长篇小说
- 《幸运的士兵》
- 《皇帝的爪牙》
- 《马克林船长》

### 剧本
- 《兰森的蠢行》
- 《独裁者》